# Cerura minax
Cerura minax är en fjärilsart som beskrevs av Jacob Hübner 1804. Cerura minax ingår i släktet Cerura och familjen tandspinnare. Inga underarter finns listade i Catalogue of Life.